# Imprenta en Burgos
La imprenta ya había llegado a Burgos en el año 1483, noticia que se conoce por un acta del Cabildo metropolitano de Santiago de Compostela, de 17 de junio de dicho año, que mantiene que Juan de Bobadilla, vecino de Burgos, y Álvaro de Castro, vecino de  Villasandino, «maestros en hacer breviarios y escrituras de molde» se habían comprometido, según la mencionada acta, a entregar al Cabildo 120 breviarios, escritos en papel, iluminados y encuadernados, aunque no ha quedado constancia material de sus trabajos, y no existen otros datos que avalen si los mencionados impresores burgaleses llegaron a cumplir el trabajo.
La obra de Fadrique de Basilea es considerada una de las primeras imprentas ubicadas en Burgos por esa época; citaremos: Cárcel de amor de Diego de San Pedro, de la que se hicieron tres ediciones en Burgos, la primera en 1496. También se realizó en esta imprenta la primera edición de La celestina de Fernando de Rojas en 1499. En 1520 se imprimió la Égloga trobada de Juan del Encina, farsa estrenada el 6 de enero de 1512 en presencia del papa en el palacio del cardenal Arborea, pese a lo cual, y por parodiar el oficio de difuntos figura en el índice de libros prohibidos de 1539. El Tratado de amores de Arnalte de Lucenda, de Nicolás Núñez, dedicado a las damas de la reina Isabel la Católica que imprimieron en sucesivas ediciones Fadrique de Basilea y su yerno, Alonso de Melgar. El 26 de julio de 1519 ve la luz: Historia de la linda Magalona, hija del rey de Nápoles y del esforzado caballero Pierres de Provencia.
Fadrique de Basilea ejerció como impresor en Burgos durante 30 años, siendo su época más fructífera entre 1485 y 1500, periodo en el que imprimió 75 libros. En total, este impresor editó en Burgos 91 libros. Trabajó hasta 1517 en Burgos. Tuvo una hija, Isabel, que falleció en Salamanca en 1575, que se casó con uno de sus oficiales, Alonso de Melgar, continuando ambos la labor del padre. Otro de sus discípulos fue Juan de Burgos.